# Scaevola beckii
Espèce
Synonymes
- Scaevola angustifolia Guillaumin
- Scaevola rotundata S.Moore

Scaevola beckii est une espèce de plantes à fleurs de la famille des Goodeniaceae. La plante est endémique de Nouvelle-Calédonie, et se présente comme un arbrisseau ou arbuste dressé, souvent monocaule,.

## Description morphologique

### Dimensions
Scaevola beckii peut atteindre 2 mètres,.

### Feuilles
Les feuilles, coriaces, sont concentrées au sommet de la tige, pétiolées, lancéolées, atténuées à la base, arrondies au sommet.

### Fleurs et fruits
La floraison et fructification ont lieu de juin à décembre,.

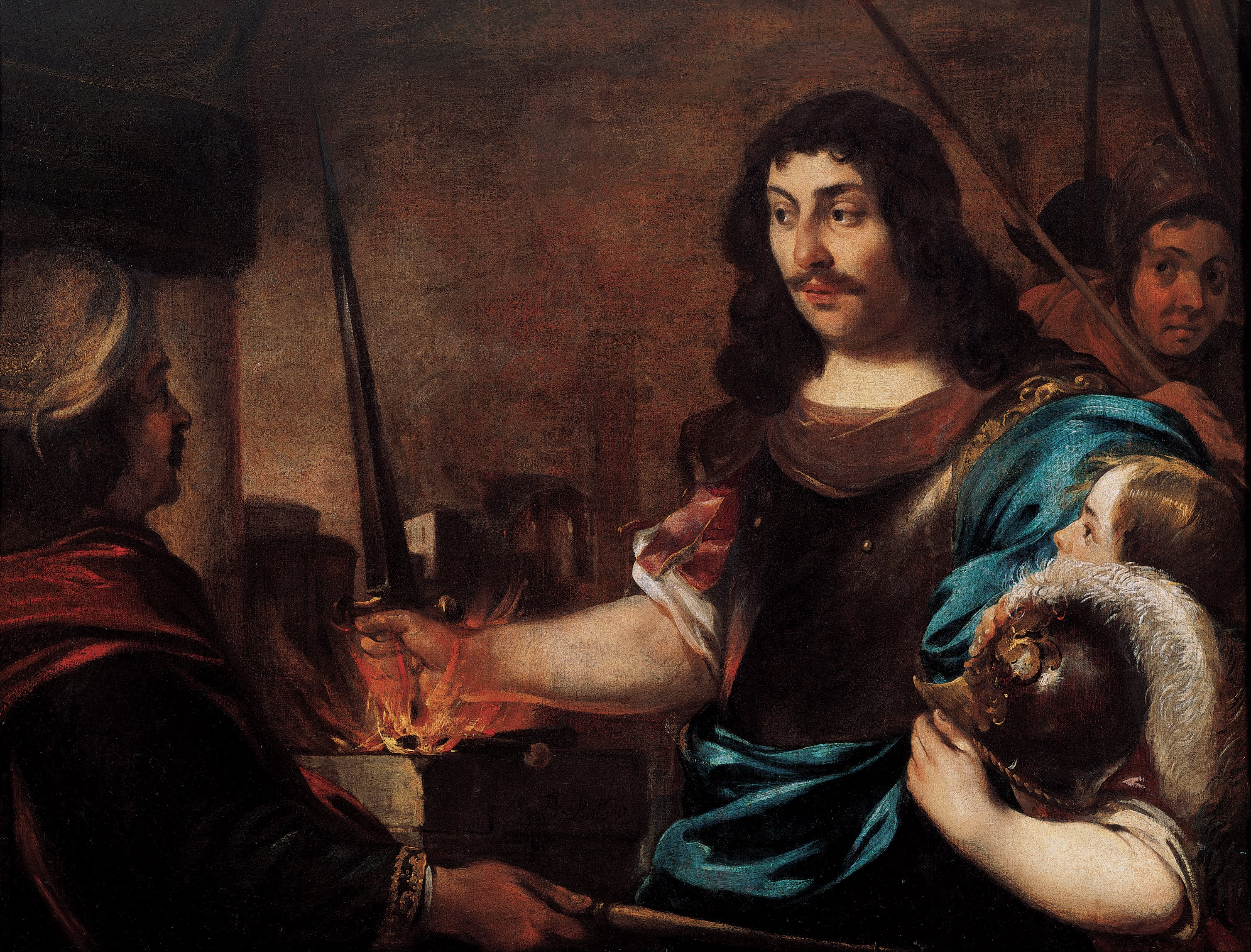
Le sacrifice de Caius Mucius Scaevola représenté par Bernhard Keil au XVIIe siècle

#### Fleurs
Les fleurs blanches dépassent les feuilles et forments des inflorescences axillaires,. Elles portent la particularité des Scaevolae, à savoir de ne présenter des pétales que d'un côté de la corolle, comme si les autres avaient été arrachés. Le nom du genre Scaevola provient du surnom latin d'un guerrier, Caius Mucius Scaevola, qui signifie "gaucher", ; comme la fleur, il ne possède plus que la moitié de ses doigts, ayant volontairement sacrifié sa main droite pour intimider Porsenna, un roi ennemi de Rome.

#### Fruits
Les fruits, cylindriques, sont blancs à maturité. Le noyau a une surface finement côtelée. Le cycle de fructification est irrégulier ; à chaque période, seul un faible pourcentage d'individus sont en fructification.

## Distribution
On ne trouve cette espèce que dans le Sud de la Grande Terre, en Nouvelle-Calédonie, en maquis minier, en maquis ligno-herbacé sur pente ou en plaine, parfois en zones rivulaires. Scaevola beckii nécessite un sol colluvial ou alluvial hydromorphe d'origine ultramafique.